# 12月16日 (旧暦)
旧暦12月16日は旧暦12月の16日目である。六曜は先負である。

## できごと
- 正保元年（グレゴリオ暦1645年1月13日） - 後光明天皇の即位に伴い寛永より正保に改元

## 誕生日
- 貞観10年（ユリウス暦869年1月2日） - 陽成天皇、57代天皇（+ 949年）
- 天保7年（グレゴリオ暦1837年1月22日） - 出口なお、大本開祖（+ 1918年）
- 安政6年（グレゴリオ暦1860年1月8日） - 下瀬雅允、発明家（+ 1911年）
- 慶応3年（グレゴリオ暦1868年1月10日） - 尾崎紅葉、小説家（+ 1903年）

## 忌日
- 長保2年（ユリウス暦1001年1月13日） - 藤原定子、一条天皇の皇后 （* 977年）
- 久寿2年（ユリウス暦1156年1月10日） - 高陽院（藤原泰子）、鳥羽天皇の皇后（* 1095年）
- 文久3年（グレゴリオ暦1864年1月24日） - 青木周弼、蘭方医 （* 1803年）